# Amaturá
Amaturá is een gemeente in de Braziliaanse deelstaat Amazonas. De gemeente telt 8.828 inwoners (schatting 2009).
De gemeente grenst aan Jutaí, São Paulo de Olivença en Santo Antônio do Içá.